# Richard Dobbs Spaight
Richard Dobbs Spaight, född 25 mars 1758 i New Bern, North Carolina, död där 6 september 1802, var en amerikansk politiker. Han var ledamot av kontinentalkongressen 1783–1785, guvernör i North Carolina 1792–1795 och ledamot av USA:s representanthus 1798–1801. Han var först federalist och senare demokrat-republikan. Han var en av delegaterna som undertecknade USA:s konstitution år 1787.
Spaight studerade vid University of Glasgow och återvände 1778 till North Carolina. I amerikanska revolutionskriget tjänstgjorde han som Richard Caswells adjutant. Efter två år i kontinentalkongressen tjänstgjorde Spaight 1785 som talman i underhuset av North Carolinas lagstiftande församling. Efter konstitutionskonventet i Philadelphia 1787 arbetade han för ratificeringen av konstitutionen i North Carolina.
Byggnadsprojektet av ett delstatligt universitet i Chapel Hill inleddes under Spaights tid som guvernör. Han var den första av delstatens guvernörer som var född i North Carolina. År 1798 blev Spaight invald i representanthuset. Efter något över två år i kongressen lämnade han politiken på grund av hälsoproblem. Federalisternas kongressledamot John Stanly dödade Spaight i en duell.